# Créchy
Créchy (okzitanisch Creschic) ist eine französische Gemeinde mit 430 Einwohnern (Stand 1. Januar 2022) im Département Allier in der Region Auvergne-Rhône-Alpes (vor 2016 Auvergne). Sie gehört zum Arrondissement Vichy und zum Kanton Saint-Pourçain-sur-Sioule. Die Einwohner werden Créchyssois genannt.

## Lage
Créchy liegt etwa 14 Kilometer nördlich von Vichy am Allier und seinem Zufluss Redan. Umgeben wird Créchy von den Nachbargemeinden Varennes-sur-Allier im Norden, Rongères im Nordosten, Langy im Osten, Sanssat im Osten und Südosten, Billy im Süden, Marcenat im Südwesten und Westen sowie Paray-sous-Briailles im Westen und Nordwesten. Durch die Gemeinde führt die Route nationale 209. Die Gemeinde besaß einen inzwischen stillgelegten Bahnhof an der Bahnstrecke Moret-Veneux-les-Sablons–Lyon-Perrache.

## Bevölkerungsentwicklung
| Jahr                       | 1962 | 1968 | 1975 | 1982 | 1990 | 1999 | 2006 | 2014 | 2022 |
| Einwohner                  | 356  | 440  | 331  | 425  | 481  | 442  | 459  | 472  | 430  |
| Quellen: Cassini und INSEE |      |      |      |      |      |      |      |      |      |

## Sehenswürdigkeiten

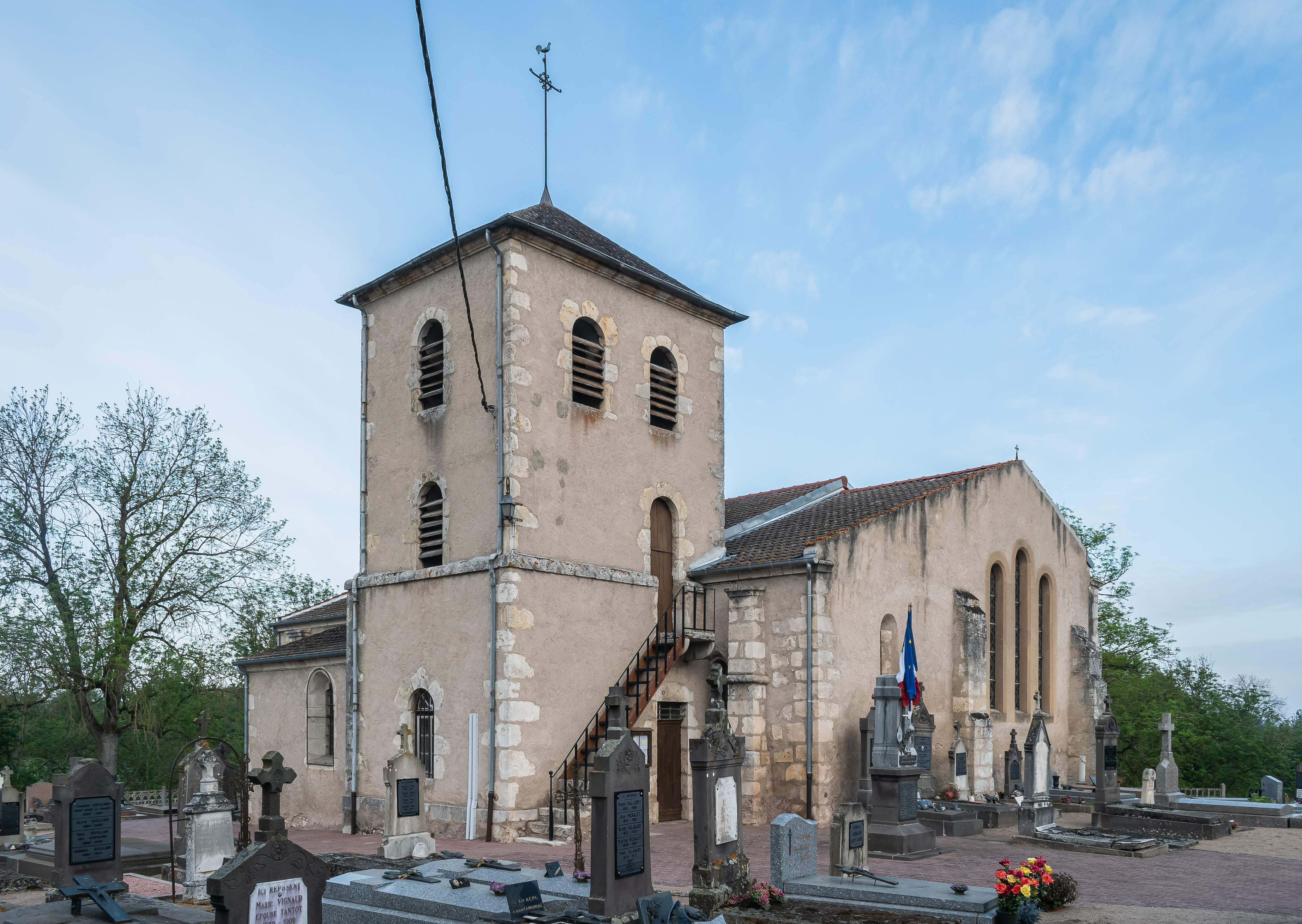
Kirche Saint-Germain
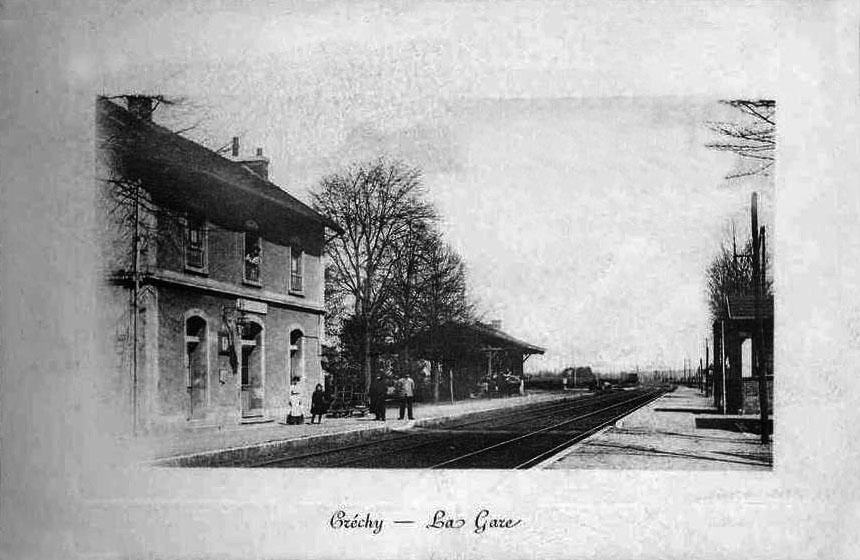
Ehemaliger Bahnhof Anfang des 20. Jahrhunderts

- Schloss La Toulle
- Schloss Barrière
- Schloss Le Sauvage

- Kirche Saint-Germain
- Ehemaliger Bahnhof Anfang des 20. Jahrhunderts